# Halacaroidea
Halacaroidea zijn  een superfamilie van mijten.

## Taxonomie
De volgende families zijn bij de superfamilie ingedeeld:
- Halacaridae Murray, 1877 (63 geslachten, 1118 soorten)
- Pezidae Harvey, 1990 (1 geslacht, 2 soorten)